# Мороз, Геннадий Григорьевич
Генна́дий Григо́рьевич Моро́з (укр. Геннадій Мороз; 27 марта 1975, Днепропетровск) — украинский футболист, защитник, полузащитник. Выступал за сборную Украины.
За сборную Украины сыграл 6 матчей. Дебют 9 октября 1999 года в рамках отборочного цикла к Чемпионату Европы 2000 со сборной России, вышел на 78 минуте вместо Юрия Максимова.
В Высшей лиге Украины забил 44 гола.

## Биография
Родился в городе Днепропетровск. Первым клубом игрока стал клуб «Кривбасс», где Мороз сыграл 25 матчей и забил 9 голов. В 1992 году Геннадий перешел в самый крупный клуб области — «Днепр», за который сыграл 38 матчей и забил 9 голов. Следующим клубом Мороза стал «Борисполь». В 1994 году игрок перебрался в киевский ЦСКА.